# Chivres-en-Laonnois

Chivres-en-Laonnois este o comună în departamentul Aisne din nordul Franței. În 1 ianuarie 2022 avea o populație de 354 de locuitori.